# مارفين هيتز
مارفين هيتز (مواليد 18 سبتمبر 1987 في سانت غالن – سويسرا) هو لاعب كرة قدم سويسري كان يلعب لصالح نادي الدرجة الأولى فولفسبورغ الألماني منذ 2008 في مركز حارس مرمى، وحالياً يلعب في نادي بوروسيا دورتموند الألماني.

## روابط خارجية
- مارفين هيتز على موقع الاتحاد الأوربي (الإنجليزية)
- مارفين هيتز على موقع قاعدة بيانات كرة القدم.إي يو (الإنجليزية)
- مارفين هيتز على موقع بيانات كرة القدم. دي إي (الألمانية)
- مارفين هيتز على موقع ناشيونال فوتبول تيمز (الإنجليزية)
- مارفين هيتز على موقع Soccerway.com (الإنجليزية)
- مارفين هيتز على موقع عالم كرة القدم.نت (الإنجليزية)
- مارفين هيتز على موقع كووورة
- مارفين هيتز على موقع AS.com (الإسبانية)